# منزل سانسيفيرينو

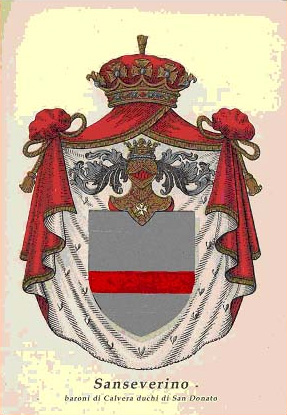

 سانسيفيرينو  هي عائلة إيطالية نبيلة كانت بارزة جدًا في مملكة نابولي . تملك الأسرة 300 إقطاعية، 40 مقاطعة. كانت تقع بشكل أساسي في كالابريا، كامبانيا، بازيليكاتا، وأبوليا .  

## روابط خارجية
- معلومات الأسرة Sanseverino